# Epiphone SG G-400 Custom
Epiphone SG G-400 Custom – gitara elektryczna 6-strunowa z trzema przystawkami typu humbucker classic. Jest kopią Gibsona SG-3 (kiedyś 1961 Les Paula Custom) jednakże firma Epiphone jest częścią Gibson Guitar Corporation i posiada pełną licencję na produkcję kopii gitar Gibsona. Korpus i gryf gitary wykonane są z mahoniu, a podstrunnica z palisandru, posiada 22 progi oznakowane markerami (masa perłowa) w kształcie prostokątów. Gryf wklejany daje gitarze charakterystyczne mocne brzmienie z dużą ilością niskich i środkowych częstotliwości. Przyczyniają się też do tego trzy pickupy Alnico Classic Plus Humbuckers. Złote wykończenie mostka (Tune-o-matic) kluczy (firmy Grover) i pickupów oraz binding wokół gryfu nadaje gitarze niepowtarzalny wygląd.